# Одінцово (Кімрський район)
Одінцово (рос. Одинцово) — присілок в Кімрському районі Тверської області Російської Федерації.
Населення становить 3 особи. Входить до складу муніципального утворення Печетовське сільське поселення.

## Історія
Від 2005 року входить до складу муніципального утворення Печетовське сільське поселення.

## Населення
| 1859 | 2002 | 2010 |
| ---- | ---- | ---- |
| 16   | ↘11  | ↘3   |